# Funkschau
funkschau war eine Fachzeitschrift der IT und Telekommunikation. 2023 ging sie auf in der zum selben Verlag gehörenden Marke connect professional.

## Beschreibung
funkschau war eine Fachzeitschrift der WEKA-Verlagsgruppe (früher aus dem Franzis-Verlag) zu allen Themenbereichen der IT und Telekommunikation sowie allgemein der Digitalisierung im Unternehmensumfeld. Thematische Schwerpunkte waren zuletzt unter anderem Rechenzentren, Cloud-Lösungen, Netzwerkinfrastruktur, Telekommunikation, Cybersecurity sowie alle Aspekte der digitalen Arbeitsplatzinfrastruktur („Digital Workplace“).

## Geschichte
Die Zeitschrift funkschau publiziert seit 1928. In ihrer Anfangszeit war sie ein Blatt für technisch interessierte Rundfunkhörer sowie Elektronikbastler und wandelte sich ab den späten 1940er bis in die 1980er Jahre zu einem Fachblatt für den Radio- und Fernsehfachhandel und die dort arbeitenden Servicekräfte.

Sie bot dem Handel eine praxisnahe Übersicht über aktuelle und kommende Technologien.

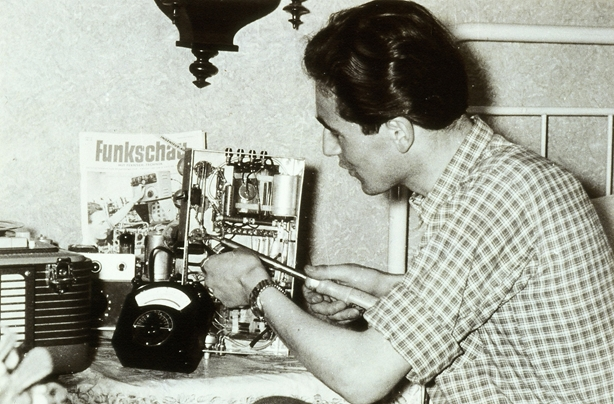
Die Funkschau auf dem Arbeitstisch des Ultraschall-Pioniers und Firmengründers Walter Herrmann

In den 1980er Jahren veröffentlichte das Blatt Programme in BASIC, die per Hand abgetippt werden konnten. Dieser Teil wurde schließlich in die Zeitschrift mc des Verlags ausgelagert.
Zwischen 1966 und 1980 war Karl Tetzner der Chefredakteur von funkschau. Die Zeitschrift verdoppelte ihre Auflage auf 100.000 Exemplare. Letzter Chefredakteur ist Stefan Adelmann (Stand Ende 2018). Am 1. Februar 2023 wurde die Funkschau als connect professional Teil der mittlerweile auch zu WEKA gehörenden Telecom-Zeitschrift Connect Professional.

## funkschau im 21. Jahrhundert
Im 21. Jahrhundert richtet sich funkschau an ITK-Fachkräfte und -Entscheider wie IT-Leiter, CIOs, CTOs und Systemadministratoren, aber auch an Geschäftsführer, Vorstände und Fachbereichsleiter.
funkschau erschien als Print-Ausgabe monatlich im DIN-A4-Format, zusätzlich zu den Stammheften erschienen Sonderausgaben zu einzelnen Themenbereichen. Der digitale Auftritt von funkschau umfasste eine Online-Berichterstattung, einen E-Mail-Newsletter und weitere digitale Publikationen. Nach IVW hatte die Zeitschrift zuletzt eine verbreitete Auflage von 35.577 Exemplaren, der Online-Auftritt auf funkschau.de monatliche Visits in Höhe von 50.861.

## Themenbereiche
Die Ausrichtung der Themenbereiche wurde im Verlauf der Zeit neu gegliedert. Nachfolgend die Schwerpunkte aus den laufenden Veröffentlichungen:
- Call- / Contact-Center
- Rechenzentren
- Digital Signage
- Drucker / Managed Print Services
- Festnetz & Mobilfunk
- M2M / IoT / Industrie 4.0
- Managed Services / Cloud
- Messtechnik
- Mobile Solutions
- Netzwerke
- Security
- Software
- Telefonie
- Unified Communications & Collaboration
- WLAN
- Digital Workplace